# Leopold Lumpp
Leopold Lumpp   (4 de gener de 1801 - 13 de juny de 1870) fou un organista i compositor alemany.
Va rebre una bona formació al Liceu de Raftatt i a la Universitat Freiburg, on també va practicar els seus estudis en teologia i en la seva joventut, a la primera joventut es va sentir molt avorrit. Al maig de 1825, no obstant això, va ser professor i music del Bortigen Liceum i l'Institut Gchul-Draparanben. El 1827 quan va morir l'arquebisbe, se li va transmetre la instrucció de la presó en el seminari Priefter de l'arquebisbe i l'orientació de Gboralfegang en el Domfirche li van donar un gran camp per continuar l'educació en el Mufit, especialment en el Zonfunft. Al mateix temps, el 1838, va heretar la direcció de la Mufitkapelle recentment organitzada a l'església de la catedral. A través de la fundació de la societat penitenciària va obtenir un càrrec superior a Freiburg. El 1835, va adquirit un servei permanent i el de pare de tots els amics de Mufit.
Entre les seves obres cal citar:
- Sammlung der bei Kirchlichen Feierlichkeiten üblichen Choralgesänge für Katholische Geistliche (Friburg, 1630); sis col·leccions de misses a quatre veus, preludis per a orgue i altres composicions religioses.